# Henri de Lacroix
 (octobre 2023).
Pour les articles homonymes, voir de Lacroix.
Henri de Lacroix, né le 30 août 1844 à Abymes (Guadeloupe) et mort le 30 août 1924 à Fleurier (Suisse), est un  général français, grand-croix de la Légion d'honneur et médaillé militaire.

## Carrière militaire
Élève à l'École spéciale militaire de Saint-Cyr de 1864 à 1866 (promotion Oajaca), il est ensuite nommé en 1866 sous-lieutenant au 6e bataillon de chasseurs à pied. 
Il participe à la campagne de Rome en 1867 et reste à Rome pour défendre les États pontificaux jusqu'en 1870.
Il prend part à la guerre de 1870 comme lieutenant au 13e bataillon de chasseurs à pied, est fait prisonnier lors de la bataille de Sedan et ne rentre de captivité qu'après la fin du conflit.
Il est nommé capitaine au 36e régiment d'infanterie de ligne en 1873. Il séjourne en Algérie de 1875 à 1879. Il est admis en 1879 à l'École supérieure de guerre et obtient en 1881 son brevet d'état-major en étant classé septième de sa promotion.
Attaché au corps expéditionnaire du Tonkin de 1883 à 1886, il participe aux campagnes de  Bac Ninh, Hang Hoa et Langson ; il est cité à l'ordre du corps expéditionnaire pour sa conduite lors de la prise de Bac Ninh le 12 mars 1884. Son intrépidité et sa connaissance du terrain au sein de la colonne chargée de secourir les assiégés de Tuyen Quang lors du combat de Hoa Moc le 2 et 3 mars 1885 lui valent d'être nommé officier de la Légion d'honneur en 1885. 
Henri de Lacroix commande le 1er bataillon de chasseurs à pied de 1888 à 1889 ; il est nommé chef d'état-major de la 11e division d'infanterie en 1894, puis colonel du 51e régiment d'infanterie de 1894 à 1896.
Chef d'état-major du 2e corps d'armée de 1898 à 1899, il commande la 2e brigade d'infanterie en 1900 et est membre du comité d'état major de 1900 à 1903.
Général de division en 1901, il est commandant de l'École supérieure de guerre de 1903 à 1904. Gouverneur militaire de Lyon, il commande le 14e corps d'armée de 1904 à 1906. En mai 1905, le gouvernement place le général de Lacroix à la tête de la mission chargée de représenter la France à Berlin, lors du mariage du Kronprinz.
Il devient membre du conseil supérieur de la guerre en 1906, puis vice-président de 1907 à 1909. À ce titre Henri de Lacroix préside le comité d'état-major de 1907 à 1909.
Il établit le plan XVI de mobilisation qui est le dernier plan prévoyant une attitude défensive de l'armée française face à une offensive allemande, comptant sur l'intervention alliée (Britanniques et Russes). Il est persuadé que les Allemands tenteront une manœuvre d'enveloppement de l'une ou des deux ailes du dispositif français. Après lui le général Joffre et le ministre Messimy imposeront la doctrine de l'offensive à outrance théorisée par le général Foch et le colonel de Grandmaison.
Il est élevé à la dignité de grand-croix de la Légion d'honneur le 11 juillet 1909 puis décoré de la Médaille militaire le 6 décembre de la même année.

## Grades
- Sous-lieutenant (1866)
- Lieutenant (1870)
- Capitaine (1873)
- Commandant (1884)
- Lieutenant colonel (1891)
- Colonel (1894)
- Général de brigade (1898)
- Général de division (1901)

## Décorations
- Médaille militaire (6 décembre 1909).
- Grand-croix de la Légion d'honneur (11 juillet 1909).
  -  Chevalier de la Légion d'honneur (1881)
  -  Officier de la Légion d'honneur (1885)
  -  Commandeur de la Légion d'honneur (1900)
  -  Grand officier de la Légion d'honneur (1905)
- Médaille du Tonkin
- Médaille coloniale avec agrafe Algérie
- Chevalier de l'ordre de Saint-Grégoire-le-Grand
- 3e classe du Nichan Iftikhar
- 2e classe de l'Ordre de Sainte-Anne